# Otto Wallach

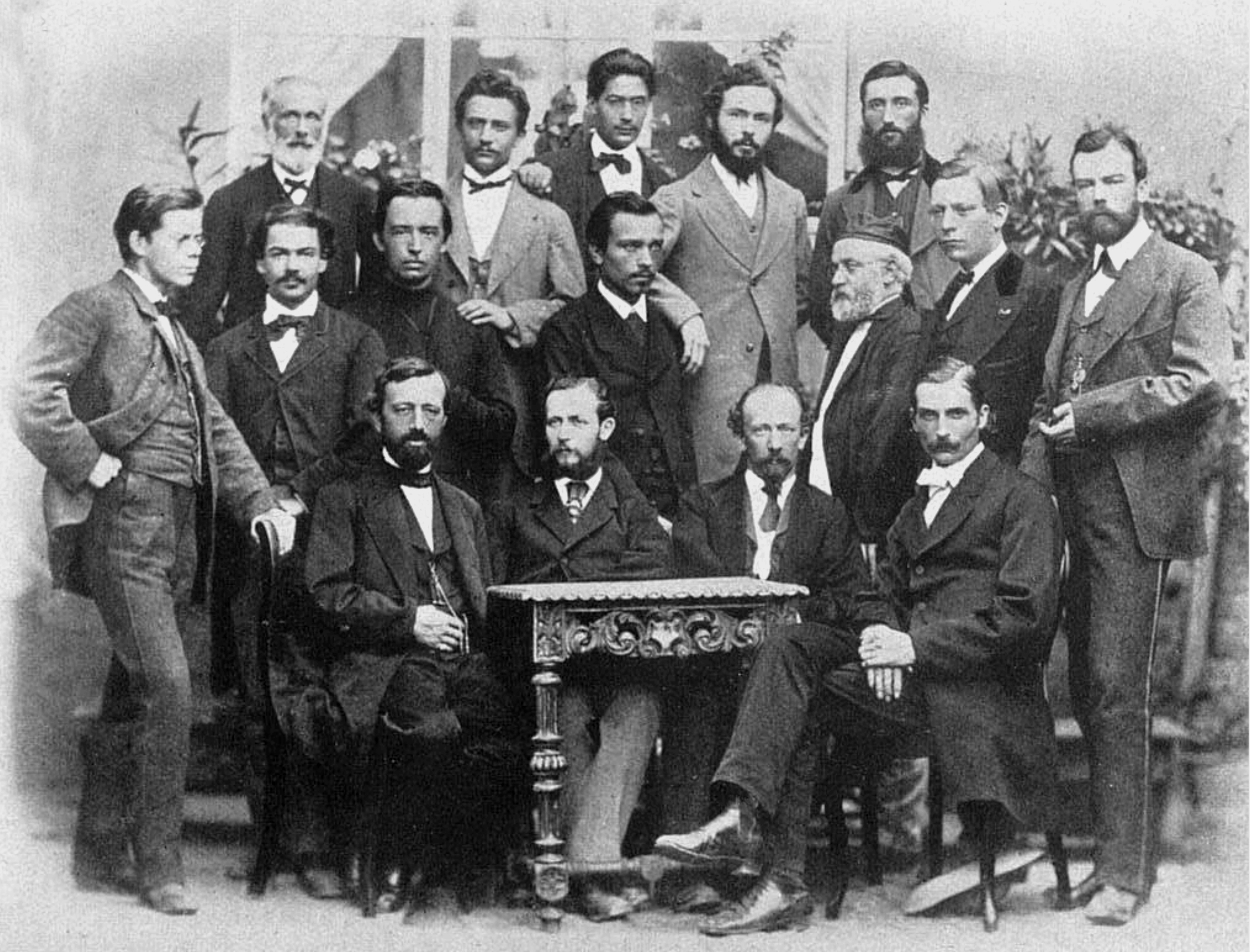
Pracownicy Augusta Kekulé’go, Uniwersytet w Bonn, wrzesień 1872
Otto Wallach siedzi drugi od lewej

Otto Wallach (ur. 27 marca 1847 w Królewcu, zm. 26 lutego 1931 w Getyndze) – niemiecki chemik pochodzenia żydowskiego, profesor Uniwersytetów w Bonn i w Getyndze, laureat Nagrody Nobla w dziedzinie chemii z 1910 roku.

## Życiorys
Rodzicami Ottona Wallacha byli: Otillie Wallach (z domu Thoma) i Gerhard Wallach – urzędnik państwowy wysokiej rangi w Królewcu, a później – audytor generalny w Poczdamie. Syn uczęszczał w Poczdamie do gimnazjum o profilu humanistycznym. W tym okresie interesował się historią i sztuką. Chemii uczył się niechętnie – na ten kierunek nauki zdecydował się dopiero rozpoczynając studia. Studiował nauki przyrodnicze i chemię na Uniwersytecie w Getyndze (z jednosemestralną przerwą na pobyt na Uniwersytecie w Berlinie i studia u Hofmanna i Magnusa). Po powrocie do Getyngi szybko ukończył studia i uzyskał doktorat w roku 1869. Pracę doktorską nt. izomerów z serii pochodnych toluenu wykonywał pod kierownictwem Hansa Hübnera (publikacja: Ueber vom Toluol abgeleitete neue isomere Verbindungen, 1869), korzystając z laboratorium Friedricha Wöhlera.
Pracował naukowo i dydaktycznie w:
- 1869–1870 – Uniwersytecie Berlińskim, jako asystent H. Wichelhausa[3],
- 1870 – Uniwersytecie w Bonn,
- 1871/1872 – „Aktien-Gesellschaft für Anilin-Fabrikation”,
- 1872–1889 – Uniwersytecie w Bonn, m.in. jako profesor farmacji,
- 1889–1915 – macierzystym Uniwersytecie w Getyndze jako profesor chemii.

Do Bonn przeniósł się w roku 1870 na zaproszenie Kekulégo (podobnie jak Wallach zainteresowanego sztuką), jednak już w pierwszym roku pobytu pracę przerwała wojna francusko-pruska (służba wojskowa 1870–1871). Po zakończeniu wojny podjął pracę w fabryce barwników w Berlinie-Rummelsburgu (późniejsza Agfa), okazało się jednak, że jest zbyt szkodliwa dla jego zdrowia (zob. produkcja aniliny).
W latach 1872–1889 zajmował kolejno stanowiska asystenta w laboratorium chemii organicznej, privatdozenta, profesora nadzwyczajnego (od 1876) i kierownika Katedry Farmakologii (od 1879).
W roku 1889 został następcą Viktora Meyera w katedrze Wöhlera w Getyndze oraz dyrektorem Instytutu Chemii. Odszedł na emeryturę w roku 1915, gdy sześciu jego asystentów zginęło w walkach I wojny światowej. Nadal pracował naukowo (do roku 1927). Nigdy nie zawarł związku małżeńskiego. Zmarł 26 lutego 1931 roku.

## Tematyka pracy naukowej

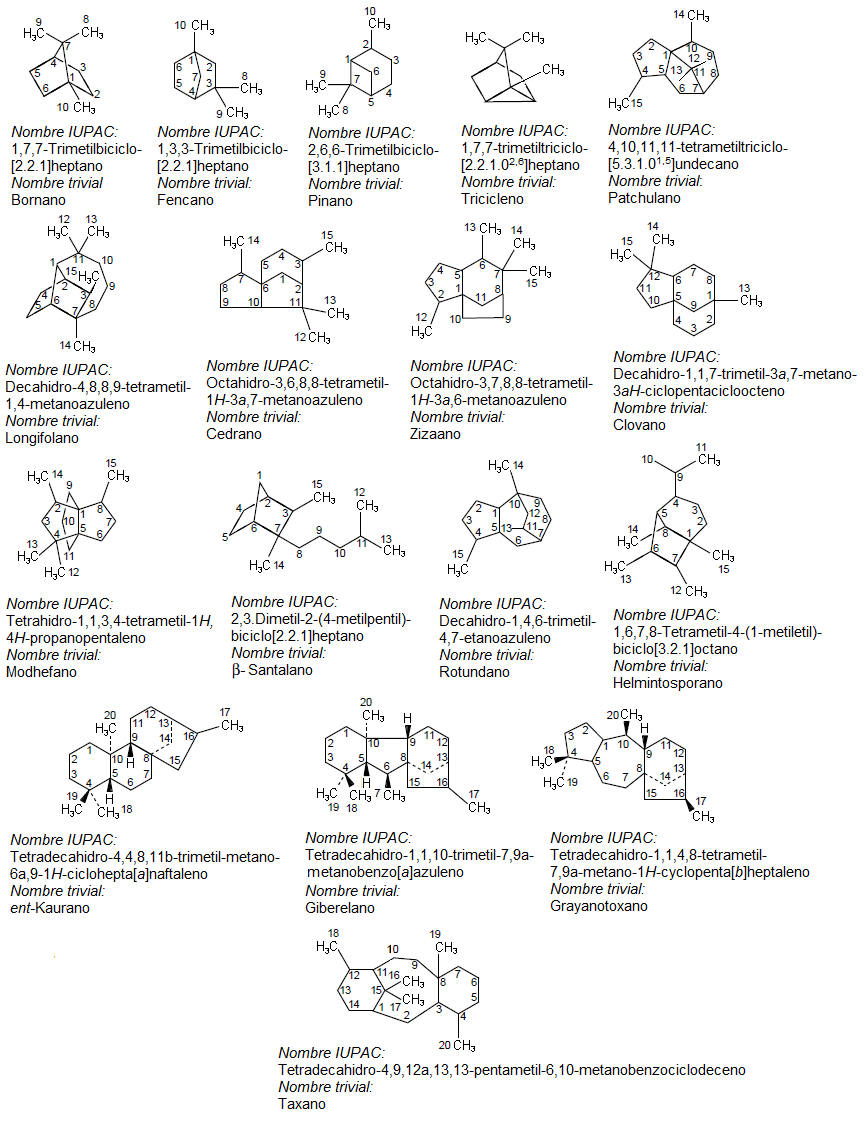
Terpeny – przykłady

W Berlinie (1869–1870) Otto Wallach zajmował się (wraz z Wichelhausem) badaniami reakcji nitrowania 2-naftolu. W początkowym okresie pracy w Bonn badał m.in. reakcję pentachlorku fosforu z karboksyamidami (odkrywając chlorki imin). Zmianę kierunku badań spowodował Kekulé, zachęcając go do zajęcia się zawartością szafy z niemal zapomnianym zbiorem olejków eterycznych. Rozpoczęte wówczas dalsze prace umożliwiły rozwój technologii przemysłowej produkcji związków aromatycznych oraz doprowadziły do innych naukowych osiągnięć Wallacha w dziedzinie chemii organicznej (przede wszystkim chemii związków alicyklicznych), wyróżnionych w roku 1910 Nagrodą Nobla w dziedzinie chemii. Już w pierwszej publikacji (1884) zwrócił uwagę na wielką różnorodność grupy węglowodorów C10H16 (współcześnie dobrze znanej, zob. np. terpeny, kamfora), wykazując różnice między nimi z użyciem takich prostych reagentów, jak HCl i HBr. W wyniku dalszych badań stwierdził, że niektóre ze zidentyfikowanych w ten sposób związków są identyczne. W roku 1909 opublikował wyniki pracy w formie książki (600 stron) pt. Terpene und Campher (wznowionej w roku 1914), którą zadedykował swoim uczniom.
Dnia 10 grudnia 1910 roku, w czasie ceremonii wręczania Nagród Nobla, wygłosił wykład pt. Alicyclic Compounds, który rozpoczął od wyrażenia szacunku i wdzięczności swoim mistrzom – Jacobowi Berzeliusowi, pionierowi działu chemii organicznej nazwanemu vegetable chemistry, oraz Friedrichowi Wöhlerowi, swojemu nauczycielowi i poprzednikowi na akademickim stanowisku w Getyndze, który tam właśnie zapoczątkował (wspólnie z Justusem von Liebigiem) prace dotyczące olejków eterycznych, badając olejek migdałowy.

## Publikacje (wybór)
Jest autorem ponad 150 artykułów na temat terpenów oraz książek, m.in.:
- Tabellen zur Chemischen Analyse (1880)[10]
- Briefwechsel zwischen J. Berzelius und F. Wöhler (1901)[11]
- Terpene und Campher; Zusammenfassung eigener Untersuchungen auf dem Gebiet der alicyclischen Kohlenstoffverbindungen (1909)[12]

i wielu innych.

## Odznaczenia i wyróżnienia
Otto Wallach otrzymał:
- 1908 – tytuł honorowego członka Chemical Society,
- 1910 – Nagrodę Nobla w dziedzinie chemii,
- 1911 – Order Czerwonego Orła III klasy,
- 1912 – Medal Davy'ego[14],
- 1912 – tytuł honorowego członka Verein Deutscher Chemiker[15],
- 1915 – Order Korony (Prusy) II klasy,
- tytuły Doctor honoris causa Uniwersytetów w Manchesterze i w Lipsku oraz Uniwersytet Techniczny w Brunszwiku.